# 霊波之光
霊波之光（れいはのひかり）は千葉県野田市に本部がある新宗教である。
創始者（初代教主、教祖）は波瀬善雄（はせ よしお、本名：長谷義雄、1915年7月2日 - 1984年3月19日）。二代目教主は波瀬敬詞（はせ けいじ、 - 2024年7月 ※永久追放）。現教主 波瀬敬仁（はせ  たかひと  2024年8月 - ）。

## 概要
「霊波」と教団が称する一種の神通力により、病や苦しみから救われ奇蹟が起こると教団は主張しており、「人類救済」「世界平和の実現」を目的としている。創始者である波瀬善雄は、教団では「神の分身」「救世主」とされており、「御守護神様」と称される。波瀬善雄が死去した1984年に波瀬敬詞が教主を継ぐ。二代目教主である波瀬敬詞は、教団では「二代様」と称されていた。現教主（2024年『霊波110年』8月～）は、波瀬敬仁。「三代様」と称されている。
教団では波瀬善雄が誕生した1915年（大正4年）を霊波元年とする「霊波暦」という暦を採用している。
教典は「御書」と称されている。

## 特徴
教団では信者になることを「御絆(おつながり)」「御つながり」と称し、本部の参拝受付、支部、支所で受付けている。入信費は一世帯につき5,000円（年会費制、2016年現在）で「感謝金」と呼ばれる。入信すると「御神体御札」と称される札が配布される。
年会費は前納制となっており、年末年始に会費を添えて「更新」の手続きが必要となる。「更新」を行わない場合は自動的に退会となり、新年度の札は配布されない。
賛助会は家族単位ではなく個人で10,000円からの奉助会と、50,000円からの奉賛会のどちらか。二十歳前の子供の祈願料は親の入会状況にかかわらず賛助会料金。単回祈願、一手100円で御神酒を得られるようになった。
病気・ケガ・金銭問題・人間関係等、病院や自分自身で修繕できない事象を、お祈り・奉仕活動・協力金（教団への寄付）・布教を行い、その事柄を良い方向へと導いてもらう事を目的に信者は信仰活動を行っている。病気が治った・会社での人間関係が良くなった等、活動後に改善があると、御守護神様から奇跡を与えていただいたと実感する。その奇跡を教団・信者間では『体験』をいただいたと言う。
その『体験』をいただく事、日常生活の安定・日々の安全/安心を目的として信仰信者になる。
信者になると以前は毎月会報が送られていたが、現在はペーパーレス化が行われ、信者専用 Webページ『光報えがお』から、「御講話」・「光報えがお」・「機関紙霊波」・「体験まんが」等を観覧出来るようになっている。
教えは、「暖かい心はあいさつから。 笑顔と思いやりに 喜びと幸せ」など。
「御守護神様、二代様、我ら人類救済の道へあゆませ給え」と唱えて祈る。
教団職員や信者は、教団施設内で奉仕活動を行う際、白色の着衣を身に纏う。
信者が亡くなった場合の葬儀や墓については、教団特有の形式などは無く、教団は一切の関与をしない。そのため、仏式葬、神式葬、キリスト教式葬など、葬儀は他宗教の宗派により執り行われる。
2024年8月2日の講話で、御聖主二代が一般人となり教主三代が霊波を継承されたと発表。
同時に「耐震性や諸問題があり、建物としての維持が難しくなりました。」と天使閣の取り壊しを全信者に公式発表をした。

## 不祥事
御聖主二代こと敬詞（けいじ）が、「天使閣であるまじき行為が数十年間にわたり横行していたことが発覚。」（＊2024年8月 各支所班長会発表事項から抜粋）、よって、波瀬敬詞は永久追放となった。
なお、「永久追放」は役職のある信者に連絡事項として伝えられた言葉で、一般信者には永久追放という言葉を使って発表はされていない。

## 不祥事発覚とその後の教団
- 不祥事発覚と平行して、天使閣の取り壊し・神子制度の廃止も発表。

神子制度は廃止されたが、現在は係員と称して人員を募っている。
ただし条件が限定されている。(＊一部記載）
1）未婚の女子対象　
2）入教時に、御祈願年齢が23歳までの方　
3）四年制大学、短期大学、高等専門学校、専門学校、高校を卒業、または来春卒業見込みの方。　5）体重が規定内の方（身長の制限はありません）。
従来は「異性との交際をしておらず性交経験のない処女であること」等の条件が定められていたが、現在この規定は削除されている。
- 「光報えがお」（信者専用Webサイト（広報ページ）)内の、波瀬敬詞が関連する 講話・月刊誌・機関紙の全てが削除された。

## 全国の御神域（本部・支部・支所)
- 札幌支部（北海道札幌市厚別区）
  - 釧路支所（北海道釧路市）
  - 旭川支所（北海道旭川市）
- 郡山支部（福島県郡山市）
  - 新潟支所（新潟県新潟市中央区）
- 仙台支部（宮城県仙台市）
- 本部（千葉県野田市）
- 横浜支部（横浜AYUMI館）（神奈川県横浜市）
  - 長野支所（長野県長野市）
- 静岡支部（静岡県静岡市）- 2022年6月26日落成[1]
- 関西支部（兵庫県明石市）
  - 名古屋支所（愛知県名古屋市）
- 高知支部（高知県高知市）
  - 松山支所（愛媛県松山市）
- 北九州支部（福岡県北九州市）
- 沖縄支部（沖縄県南風原町）

## 沿革
- 1954年3月7日：霊峰山にて波瀬善雄が大宇宙神よりの啓示を受けたとされ立教する[注釈 2]。
- 1956年2月：霊波之光讃仰会発足。
- 1957年
  - 9月23日：宗教法人として認証を受ける。
  - 12月31日：千葉県松戸市馬橋に仮本山を建立する。
- 1969年
  - 3月7日：千葉県野田市山崎北亀山に移転。ついで3月9日に旧聖神殿と旧礼拝堂の落成。
  -  7月17日：波瀬善雄、世界平和祈願を行う。8月6日まで行われる。
- 1975年3月2日：天使閣[注釈 1]落成。3月7日に波瀬善雄、天使閣に移転。
- 1982年7月2日：「御書」発刊される。
- 1983年11月2日：御由来「神への道」発刊。
- 1984年
  - 3月19日：波瀬善雄死去。
  - 7月2日：2代教主波瀬敬詞、霊波継承之御儀により霊波を継承。
- 1985年6月8日：総教司令本部落成。
- 1996年  : 利根運河にふれあい橋を建設し野田市に寄贈[2][3]。2013年(平成25年)に流山市の管理となる。
- 2003年12月7日：新聖神殿落成。
- 2015年7月2日：新礼拝堂落成。
- 2022年6月26日 : 静岡支部、落成[1]。
- 2024年8月2日：御聖主二代を永久追放、二代の長男 波瀬敬仁が霊波を継承。天使閣の取り壊しを発表。

---教主を波瀬敬仁に承継以降---
- 2025年3月19日：波瀬敬仁の後継者としての、長男の義敬（よしたか）＝四代の儀式が執り行われた。

## 交通アクセス
- 東武野田線（東武アーバンパークライン）運河駅下車、徒歩約7分。
- 常磐自動車道柏インターチェンジより国道16号を野田市街方向に車で5分。

※ 毎年6月8日は周辺の国道16号や流山街道が大変混雑し、野田市議会でも問題になったことがあった。ここ数年、第一駐車場拡張工事（平成24年）など駐車場の大幅な増設を行い、混雑にも若干の改善が見られる。

## CM
- テレビ東京系列の毎週土曜日午前5時55分頃から6時にかけて放映されていた。
- 本部のある千葉県をネットする千葉テレビ放送では、土曜日の『JRA競馬中継』終了直後にCMが流れていた（かつての土曜日の『中央競馬ワイド中継』第1部終了後も同様）。

## 催事
- 教団では3月7日「御聖神祭」、6月8日「御聖旅祭」、7月2日「御聖誕祭」を三大佳節と称し、大祭日となっている。
- 6月8日は「先祖浄霊御祈願」と称する先祖供養や水子供養が信者以外の参拝者にも無料で行われる。
- 教団ではさつき盆栽の写真集「天然の美さつき」を発刊している。

## 映画製作
- 創始者波瀬善雄自身が監督となり自身の修行時代のエピソードを現した「神への道」シリーズを制作している。
- 現在は現教主波瀬敬詞の監修により「体験シリーズ」が制作されている。